# Новак, Збигнев
Збигнев Новак (пол. Zbigniew Nowak; 5 октября 1926, Вышков — 14 февраля 2020) — польский генерал, в 1969—1974 заместитель начальника Генерального штаба Народного Войска Польского, в 1969—1989 заместитель министра национальной обороны ПНР. Член Военного совета национального спасения при военном положении 1981—1983.

## Из пехоты в химию
1 мая 1944 вступил в 1-ю армию Войска Польского (сформированную в СССР). Участвовал в боях, дошёл до Берлина. Проходил военное обучение в офицерских училищах Рязани и Рембертува. Перепрофилировался на химическую оборону.
В 1954 окончил в Москве Военную академию химической защиты имени К. Е. Ворошилова. В 1956 окончил химические факультеты Варшавского университета и Варшавского политехнического университета.
Командовал войсками химической защиты Народного Войска Польского. С 1967 — генерал бригады, с 1969 — генерал дивизии, с 1977 — генерал брони.

## В военном руководстве
В 1969 генерал Новак был назначен заместителем начальника Генштаба по планированию и технологиям. С 1974 — главный технологический инспектор Войска Польского. В 1976 назначен заместителем министра национальной обороны (эту должность занимал Войцех Ярузельский) и оставался на этом посту до 1989.
В 1980—1986 являлся кандидатом в члены ЦК ПОРП. 13 декабря 1981 генерал Новак вошёл в состав Военного совета национального спасения (WRON). Отвечал за боеготовность техники и соответствующих служб в условиях военного положения.

## После отставки
С 1990 Збигнев Новак находился в отставке. Состоял в Клубе генералов Войска Польского.
24 сентября 2013 Збигнев Новак участвовал во встрече членов Клуба генералов с президентом Польши Брониславом Коморовским. Контакт главы государства — бывшего диссидента и активиста «Солидарности», интернированного при военном режиме — с «коммунистическими генералами» вызвал политический скандал. Особо отмечалось присутствие на встрече Збигнева Новака и Зигмунта Зелиньского, бывших членов WRON.
Скончался Збигнев Новак в возрасте 93 лет.